# 地鹛属
地鹛属（学名：Ptilocichla）是幽鹛科下的一个属。

## 下属物种
本属包括以下物种：
- 菲律宾地鹛 Ptilocichla falcata Sharpe, 1877
- 加里曼丹地鹛 Ptilocichla leucogrammica (Bonaparte, 1850)
- 条纹地鹛 Ptilocichla mindanensis (W.Blasius, 1890)